# Victor Montalvo
Victor Montalvo (født 1994) er en amerikansk breakdanser.
Han repræsenterede USA ved sommer-OL i Paris i 2024 , hvor han vandt bronze.